# Biblioteca de la Universitat de Belgrad
La Biblioteca de la Universitat de Belgrad o Biblioteca universitària Svetozar Marković (en serbi ciríl·lic: Универзитетска библиотека Светозар Марковић Марковий; en serbi llatí: Univerzitetska biblioteka Svetozar Marković) és la biblioteca central de la universitat. Situada en el Bulevard kralja Aleksandra ("bulevard del rei Alexandre"), en el centre de la capital de Sèrbia, deu el seu nom a Svetozar Marković, un socialista serbi del segle xix. Pel seu valor arquitectònic, l'edifici que l'alberga està inscrit en la llista de monuments culturals protegits de la República de Sèrbia i en la dels béns culturals de la Ciutat de Belgrad.

## Història
La Biblioteca Universitària es va crear el 1921, succeint la Biblioteca de l'escola secundària de Belgrad, creada el 1844. Es tracta d’una Biblioteca Carnegie, construïda amb els mitjans econòmics donats per l'empresari i filantrop Andrew Carnegie a la ciutat de Belgrad després de la Primera Guerra Mundial. Belgrad va ser una de les tres ciutats afectades per la guerra que van tenir una Biblioteca Carnegie, juntament amb Reims i Lovaina. Aquesta biblioteca universitària és l’única biblioteca de Carnegie a l’Europa central i oriental.

## Arquitectura

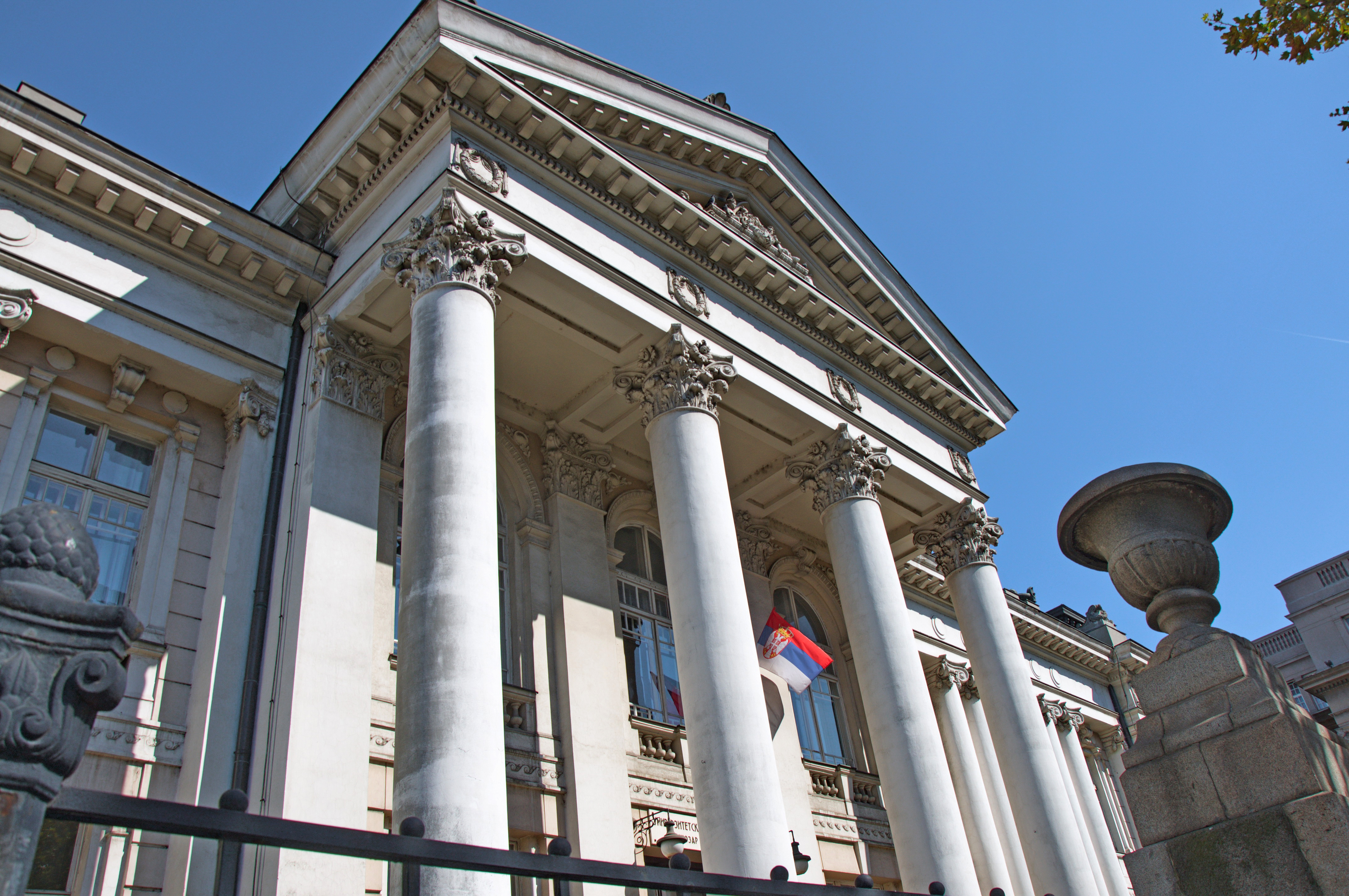
El porxo de la biblioteca

L'edifici actual acull la biblioteca des del 1926. Va ser construït segons els plans dels arquitectes Dragutin Đorđević (1866-1933) i Nikola Nestorović (1858-1957) i és característic de l'arquitectura acadèmica del període d’entreguerres a la capital sèrbia. El porxo central de la façana principal, d’aspecte monumental, està decorat amb quatre columnes d’estil corinti i està coronat per un frontó triangular amb acroteris simètrics. La decoració del frontó i les obertures, de pedra artificial, es deu a l'escultor Aca Stojanović.
Al vestíbul s'ha instal·lat un bust d'Andrew Carnegie, donat per la Philanthropist Foundation.

## Fons
Amb 1,5 milions de referències, la Biblioteca Universitària Svetozar Marković és la biblioteca universitària més gran del país. És la biblioteca central de la Universitat de Belgrad, però també serveix de base per a la resta de biblioteques d’ensenyament superior serbi. Les universitats, els instituts d’investigació i altres grups poden ser membres si ho sol·liciten. La biblioteca és ben coneguda com a biblioteca nacional a causa de la seva extensa col·lecció sèrbia, però també inclou una àmplia gamma de col·leccions acadèmiques internacionals.

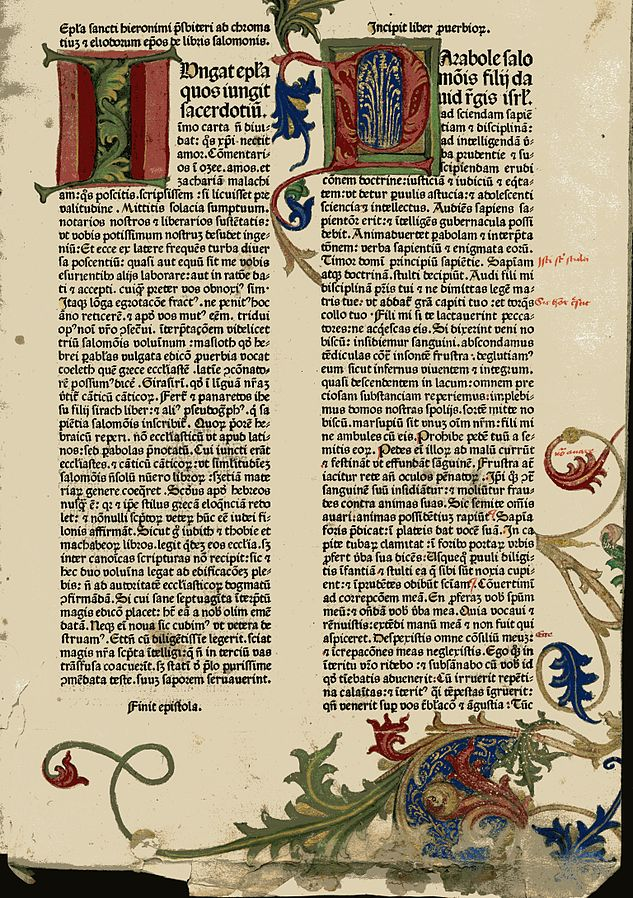
Manuscrit antic a la biblioteca